# NGC 6754
NGC 6754 este o galaxie situată în constelația Telescopul. A fost descoperită în 8 iulie 1834 de către John Herschel.